# The Mallee

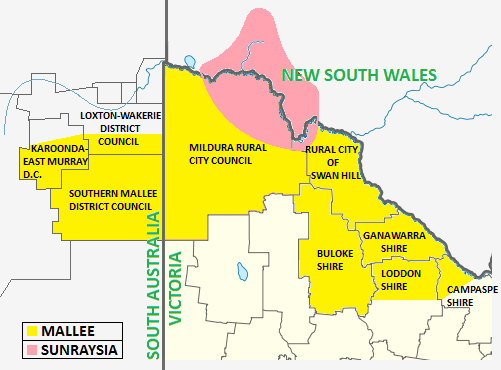
Localización del "The Mallee".

La región denominada The Mallee es una región al noroeste de Victoria Australia correspondiendo según la Oficina Australiana de Estadística a la zona de administración local del burgo de Mildura, burgo de Swan Hill, condado de Gannawarra y condado de Buloke.
Otra definición idéntica al anterior es que The Mallee es la parte del Victoria bajo la dependencia de las ciudades de Mildura y de Swan Hill.
La "circunscripción de Mallee" y la Cámara de Representantes del Parlamento de Australia, cubre las regiones de The Mallee y The Wimmera. 

## Geografía y clima

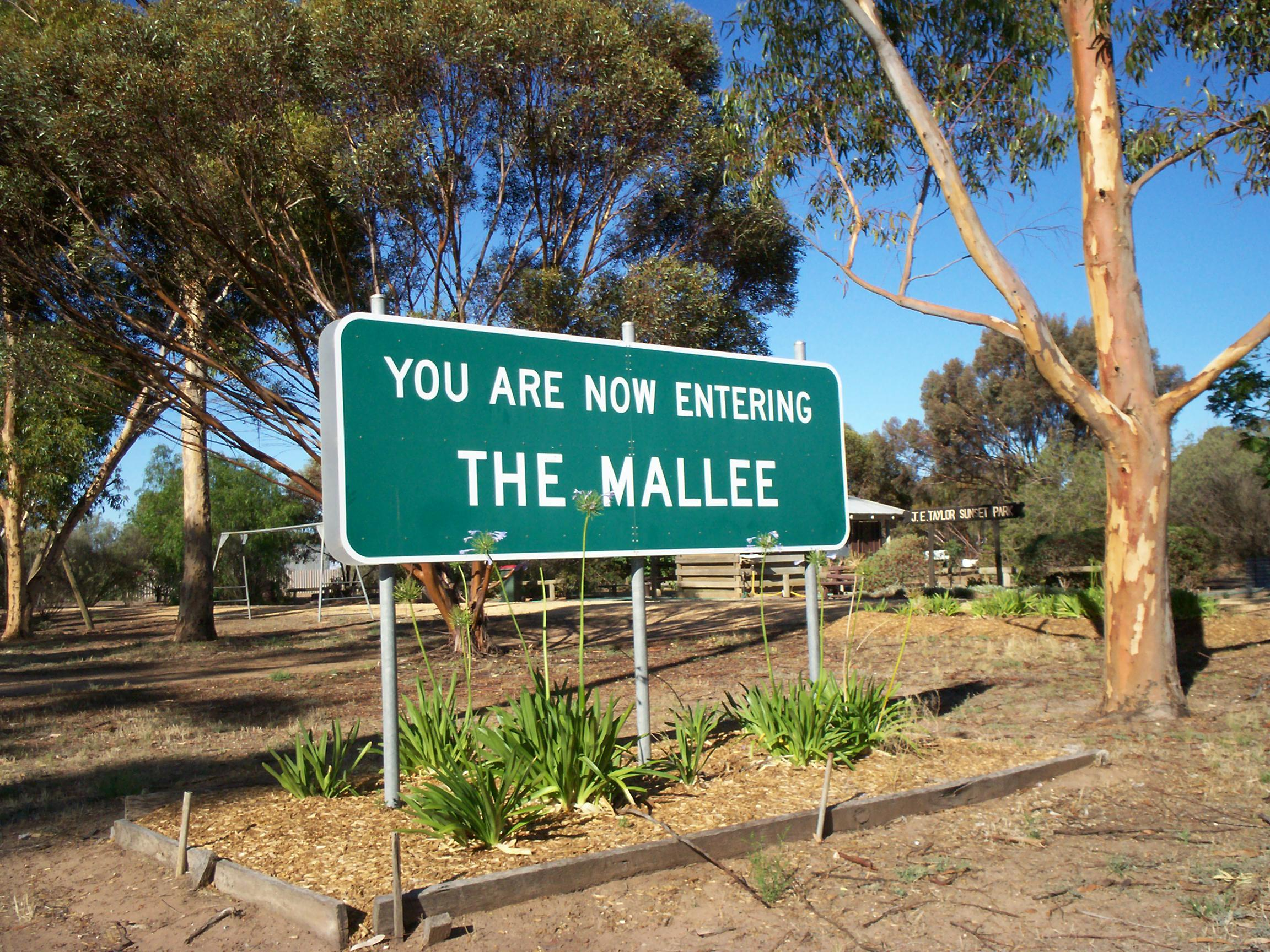
Panel informativo de entrada al The Mallee situado en la Sunraysia Highway.

El Mallee es una región de llano. Durante largos períodos geológicos, la región estaba ocupada enteramente por el océano. Por ello, la mayor parte del relieve está formado por dunas de arena aportada por los vientos que vienen del interior de Australia durante las eras glaciares de Cuaternario. Los suelos arenosos son generalmente estériles: el mejor es el de arena rosada o beige del este de la región donde se encuentra un poco de légamo y dónde se puede cultivar trigo y de cebada gracias al empleo de superfosfatos y demás abonos. En el oeste de la región, los suelos no se consolidan, son aún menos alcalinos que en esta y no está generalmente en condiciones de soportar los cultivos de cereales. 
La región no tien un sistema de drenaje de superficie: el importante desarrollo del sistema radicular y la porosidad de los suelos arenosos hacen que toda el agua de lluvia es utilizada in situ por las plantas y que todo exceso de agua de un año excepcionalmente húmedo sirve para recargar las capas de aguas subterráneas que tienden a salarse. Las aguas del Wimmera se dirigen hacia el sur y al lago Hindmarsh, y muy raramente (en 1918,1956 y 1975), las inundaciones trajeron el agua hacia el norte. El Murray es la única fuente de agua dulce de la región y, por lo tanto, sujeto a extracciones importantes para un riego intensivo. 
El clima de la región es el más caliente y el más seco de Victoria debido a su situación geográfica interior. Las únicas lluvias recibidas por la región proceden de los mayores sistemas frontales o de vez en cuando, de la penetración de aire tropical en verano. La media anual de las precipitaciones muestra bien un gradiente progesivo norte-sur: Mildura recibe por término medio solamente 270 milímetros de lluvia al año, pero Hopetoun en el sur recibe alrededor de 370 mm. Las variaciones de un año a otro son sin embargo bastante elevadas: en 1973, la región recibió por término medio 650 milímetros de lluvia, pero solamente 115 milímetros en 1982. Las temperaturas en verano son generalmente muy elevadas: se considera que en enero de 1906, la temperatura alcanzó en Mildura 50,8 °C y la media de las temperaturas máximas en enero y febrero se sitúa en torno a 32 °C. en invierno, las temperaturas máximas medias son de 16 °C con mínimos por término medio de 4 °C y heladas muy frecuentes. 

## Población y economía

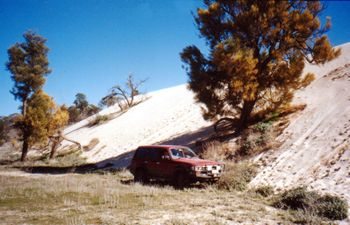
Duna en el Parque nacional Wyperfeld

El Mallee tiene una población total de 93415 habitantes (est. 2006),) de los cuales la mayor parte viven en la proximidad del río Murray, en las dos poblaciones de Mildura y Swan Hill. Estas dos ciudades y los puntos de asentamientos circundantes albergan más dos tercios de la población de la región. Hopetoun, Ouyen y Birchip son las grandes ciudades en el sur. 
The Mallee es principalmente una región agrícola: a excepción de la sal procedente de algunos lagos efímeros, allí no tienen yacimientos de minerales de valor y la industria se realiza generalmente a pequeña escala y se limita a la transformación de los alimentos. El trigo y en particular la cebada son los principales cultivos en el sur de la región, pero los abonos, en particular los superfosfatos son esenciales para el éxito de los cultivos y el rendimiento de cereales en la región no es más que un cuarto de lo que producen la mayoría de las regiones de  Europa o de Norteamérica. Los años de sequía, puede ser menor una veinteava parte de la producida en estas otras regiones. 
La arboricultura se desarrolla cada vez más a lo largo del Murray y, actualmente suplantó al cultivo de cereales como principal fuente de ingresos de la región. Las naranjas y las uvas son especialmente importantes para la economía de la región que produce una gran parte del vino de Victoria aunque la mayor parte de éste es de calidad corriente. La producción lechera es posible en los pastos irrigados y es importante en el sur de la región pero está amenazada por su importante demanda de agua y la extrema escasez de agua en la cuenca hidrográfica Murray-Darling. 
El turismo es también una importante fuente de ingresos. Mildura y Swan Hill albergan un determinado número de empresas orientadas hacia el turismo con un determinado número de atracciones y festivales creadas para atraer los turistas. El propio Murray es también una fuente turística importante, numerosas personas acuden a sus bordes para la pesca o los paseos en barcos. Los numerosos parques nacionales de la región: Wyperfeld, Hattah-Kulkyne y Murray Sunset, las zonas salvajes, los bosques y otros parques junto al agua son grandes zonas de atractivo. 

## El Leipoa ocellata
Viviendo casi exclusivamente en esta región de Victoria, los Leipoa ocellata son grandes pájaros que viven sobre el suelo pero que pueden encaramarse en los árboles y que tienen necesidad de importantes zonas de maleza para vivir y en donde construir su nido.